# The IIconics
 (novembre 2021).
Palmarès
1 fois WWE Women's Tag Team Championship
1 fois Impact Knockout Tag Team Champions
The IIconics (anciennement The Iconic Duo) est une équipe de catcheuses professionnelles Heels, composée de Cassie Lee et Jessica McKay. Anciennes championnes par équipe féminine de la WWE, elles détiennent le second record du plus long règne avec 120 jours,. Les deux femmes se séparent le 31 août à Raw, après avoir perdu face au Riott Squad (Ruby Riott et Liv Morgan), dont le match avait pour enjeu l'opportunité de devenir aspirantes n°1 aux titres féminins par équipe de la WWE à Clash of Champions pour les gagnantes, et la dissolution de l'équipe pour les perdantes.

## Histoire

### World Wrestling Entertainment (2016-2021)

#### NXT (2016–2018)
Le duo fait ses débuts officiels le 5 octobre 2016 lors de l'épisode de NXT et se fera plus tard appelé The Iconic Duo. Le duo reçu le NXT Year-End Award du "Breakout of the Year" en 2016 et les deux femmes furent nommées pour le "Female Competitor of the Year" en 2017, mais aucune d'elles ne remporta l'Award.
Le 15 février 2017 à NXT, elles battent Liv Morgan & Ember Moon. Le 1er mars à NXT, Royce échoue à remporter le titre féminin de la NXT en perdant contre Asuka. Lors de NXT Takeover: WarGames, Royce ne parvient pas à remporter le titre féminin de la NXT au profit de Ember Moon au cours d'un match qui impliquait aussi Kairi Sane et Nikki Cross.
Le 13 septembre à NXT, elles perdent contre Nikki Cross & Ruby Riot.
Le 9 mars 2018, le duo fait son retour en live event de NXT en perdant contre Kairi Sane et Candice LeRae après 5 mois d'absence après que Kay et Royce aient toutes deux subit une augmentation mammaire.

#### SmackDown Live(2018–2019)
Le 8 avril lors de WrestleMania 34, Royce et Kay perdent une bataille royale féminine au profit de Naomi.
Le 10 avril 2018 à SmackDown Live, Kay & Royce font leurs débuts dans le roster principal sous le nom de The IIconics,, en attaquant la championne féminine de SmackDown Charlotte Flair permettant à Carmella d'encaisser son contrat Money in the Bank. Le 24 avril à SmackDown Live, elles remportent leur première victoire dans le roster principal en battant Becky Lynch & Asuka,. Le 1er mai à SmackDown Live, elles perdent avec Carmella contre Becky Lynch, Charlotte Flair et Asuka.
Le 12 juin à SmackDown Live, elles perdent avec Sonya Deville, Mandy Rose et Carmella contre Charlotte Flair, Asuka, Naomi, Becky Lynch et Lana. Le 7 août à SmackDown Live, elles perdent contre Charlotte Flair & Becky Lynch. 
Le 21 août à SmackDown Live, Royce bat Naomi. Le 28 août à SmackDown Live, Billie Kay bat Naomi. Le 4 septembre à SmackDown Live, Royce perd contre Naomi. Après le match, Royce et Kay attaquent Naomi, mais cette dernière recevra le secours de Asuka.
Le 6 octobre à Super Show-Down, elles battent Naomi & Asuka.
Le 12 novembre à Raw, elles participent avec le reste de la division féminine de SmackDown menée par Becky Lynch à un assaut sur la division féminine de Raw. Le 27 novembre à SmackDown Live, elles participent à une bataille royal aspirante numéro 1 lors d'un Triple Threat  TLC match au profit d'Asuka ; ce match impliquait aussi Mandy Rose, Sonya Deville, Zelina Vega , Naomi, Carmella & Lana.
Le 15 janvier 2019 à SmackDown Live, Kay perd par soumission contre Asuka, juste après que Becky Lynch ait battue Peyton Royce par soumission.
Le 5 février à SmackDown Live, elles perdent un Triple Threat Tag Team Match face à Fire & Desire (Mandy Rose & Sonya Deville), ce match impliquant aussi Carmella & Naomi. La semaine suivante à SmackDown Live, elles perdent ce même Triple Threat Tag Team Match face à Naomi et Carmella, ce match impliquant aussi Fire & Desire. Après le match, elles attaquent Naomi et Carmella. Le 20 mars à SmackDown Live, elles battent la Boss'n'Hug Connection dans un match sans enjeu.

#### WWE Women's Tag Team Champions & perte des titres (2019)
Le 1er avril à Raw, Tamina, Nia Jax & elles perdent le 8-Woman Tag Team Match face à Natalya, Beth Phoenix, Bayley & Sasha Banks.Le 7 avril lors de WrestleMania 35, elles remportent les titres de championnes par équipes de la WWE dans un Fatal-4-Way Tag Team Match en battant la «Boss'n'Hug Connection» (Bayley & Sasha Banks), incluant The Divas of Doom (Beth Phoenix & Natalya) et Nia Jax & Tamina. Le 9 avril à SmackDown Live, elles conservent leurs titres en battant deux catcheuses locales. Le 15 avril à Raw, elles perdent contre Bayley & Naomi. Le lendemain à SmackDown Live, elles perdent avec Fire & Desire (Mandy Rose et Sonya Deville) contre Bayley, Ember Moon, Asuka et Kairi Sane. La semaine suivante à SmackDown Live, Peyton Royce perd face à Kairi Sane. Le 30 avril à SmackDown Live, les championnes par équipe féminine de la WWE assistent à la victoire des Kabuki Warriors contre deux catcheuses locales. Le 20 mai à Raw, elles interrompent, avec Lacey Evans, l'émission A moment of Bliss d'Alexa Bliss, accompagnée de Nikki Cross, qui recevait Becky Lynch. Les championnes de la WWE perdent, avec la Lady, contre Becky Lynch, Nikki Cross et Alexa Bliss dans un Six-Woman Tag Team Match. La semaine suivante à Raw, elles perdent face à Becky Lynch & Nikki Cross. Le 3 juin à Raw, Peyton Royce perd face à Nikki Cross. Après le match, Billie Kay subit un DDT d'Alexa Bliss, furieuse envers cette dernière qui a renversé son café. La semaine suivante à Raw, elles battent deux catcheuses locales. Le 17 juin à Raw, elles battent Alexa Bliss & Nikki Cross et conservent leurs titres. 
Le 5 août à Raw, elles perdent leurs titres lors d'un Fatal 4-Way Elimination Tag Team Match, au profit d'Alexa Bliss & Nikki Cross, ce combat incluant les Kabuki Warriors (Asuka & Kairi Sane et Fire & Desire (Mandy Rose & Sonya Deville). Le 11 août lors du pré-show à SummerSlam, elles ne remportent pas les titres féminins par équipe de la WWE, battues par Bliss & Cross.

#### Draft àRaw(2019-2020)
Le 14 octobre à Raw, lors du Draft, elles sont annoncées être transférées au show rouge par Stephanie McMahon. Le 28 octobre à Raw, elles perdent face à Charlotte Flair & Natalya. Le 18 novembre à Raw, elles perdent face à Charlotte Flair & Becky Lynch. Après le combat, elles se font attaquer par Shayna Baszler, Jessamyn Duke & Marina Shafir, mais seront secourues par leurs adversaires qui les feront fuir.
Le 11 mai 2020 à Raw, elles effectuent leur retour en battant Alexa Bliss & Nikki Cross dans un match sans enjeu. La semaine suivante à Raw, elles ne remportent pas les titres féminins par équipe de la WWE, perdant par disqualification face à ces mêmes adversaires Le 14 juin à Backlash, elles perdent le Triple Threat Tag Team Match face à Bayley & Sasha Banks, ne remportant pas les titres féminins par équipe de la WWE, ce match incluant également Alexa Bliss & Nikki Cross. Le lendemain à Raw, elles battent Natalya & Liv Morgan. La semaine suivante à Raw, elles ne remportent pas les titres féminins par équipe de la WWE, battues par la «Boss'N'Hug Connection». Le 13 juillet à Raw, elles perdent face à Bianca Belair &et Ruby Riott.
Le 14 août à SmackDown, elles perdent le Women's Brand Battle Royal, au profit d'Asuka, ne devenant pas aspirantes n°1 au titre féminin de SmackDown à SummerSlam. Le 24 août à Raw, Zelina Vega & elles perdent le 6-Woman Tag Team Match face à Ruby Riott, Liv Morgan & Bianca Belair. Le 30 août lors du pré-show à Payback, elles perdent face au Riott Squad (Ruby Riott et Liv Morgan). Le 31 août à Raw, elles perdent face à ces mêmes adversaires, ne devenant pas aspirantes n°1 aux titres féminins par équipe de la WWE à Clash of Champions & entraînant également la dissolution de leur équipe.

### Impact Wrestling (2021-2022)
Le 9 octobre 2021, lors de Knockouts Knockdown, Impact Wrestling diffuse une vignette pour annoncer leurs arrivées à Bound For Glory.

## Palmarès au catch
- Impact Wrestling
  - 1 fois Impact Knockout Tag Team Champions (actuelles)

- World Wrestling Entertainment
  - 1 fois WWE Women's Tag Team Champions
  - NXT Year-End Award (1 fois)
    - Breakout of the Year (2016)[56]